# Свет
Свет (ијек. свијет) уобичајено је име за целу људску цивилизацију, посебно људско искуство, историју или људско стање уопште, широм света, нпр. значи било где на Земљи или оно што се односи на било које место на Земљи.
У филозофском контексту појам може да се односи на:
1. целокупни физички универзум, или
2. онтолошки свет (види обелодањивање света).

У теолошком контексту, свет се обично односи на материјалну или нечисту сферу, насупрот небеском, духовном, узвишеном или светом. „Крај света“ се односи на сценарије краја људске историје, често у религијским контекстима.
Светска историја често се схвата као распон главних геополитичких дешавања у периоду од око 5 миленијума, од прве цивилизације до садашњице.
Светска популација је збир свих људских популација у било ком времену; слично томе, светска економија представља збир свих економија свих друштава (свих земаља), посебно у контексту глобализације. Термини као што су светско првенство, светски бруто производ, светске заставе и сл. такође се односе збир или комбинацију свих суверених држава данашњег дана.
У терминима као што су светска религија, светски језик, светска влада и светски рат, реч свет сугерише интернационално или интерконтинентални опсег и не мора нужно да подразумева учешће целог света.
У терминима као што су карта света и светска клима, реч свет се користи у смислу одвојеном од људске културе или цивилизације, односећи се на планету земљу физички.

## Свет у филозофији
У филозофији, термин свет има неколико могућих значења. У појединим контекстима, односи се на све што ствара стварност или физички универзум. У другим, то може бити специфични онтолошки смисао (види обелодањивање света). Иако је појашњавање концепта света вероватно одувек било међу основним задацима западне филозофије, изгледа да је ова тема развијана експлицитно једино на почетку двадесетог века и била је предмет многих расправа. Питање шта је свет није ни у ком случају било дубоко укорењено.
Параменид
Традиционална интерпретација Параменидовог рада је да је он заговарао да је свакодневна перцепција стварности физичког света погрешна, и да је стварност света „једно биће“: непроменљива, негенерисана, неуништива целина.
Платон
У његовој Алегорији пећине, Платон раздваја облике и идеје и замишља два различита света: осећајни свет и схватљив свет.
Хегел
У Хегеловој филозофији историје, израз Weltgeschichte ist Weltgericht (светска историја је трибунал који суди свету) користи се да истакне гледиште по коме историја суди људима, њиховим делима и мишљењима. Наука је рођена из жеље да трансформише свет у односу на човека; њен коначни крај је техничка примена.
Шопенхауер
Свет као воља и приказивање је главно дело Артура Шопенхауера.
Шопенхауер је видео људску вољу као један наш прозор у свет иза приказивања; као Кантову ствар у себи. Он је веровао, тако, да ми можемо да стекнемо знање о ствари-у-себи, нешто што је Кант рекао да је немогуће, како остатак односа између приказивања и ствари-у-себи се могу могу разумети као аналогија вези између људске воље и људског тела.
Витгенштајн
Две дефиниције које су обе објављене 1920-их, пак, сугеришу опсег доступног мишљења. „Свет је све што је случај“, писао је Лудвиг Витгенштајн у својем утицајном делу Tractatus Logico-Philosophicus, први бут објављеном 1922. Ова дефиниција би послужила као логички позитивизам, уз претпоставку да постоји тачно један свет, сачињен од тоталних чињеница, без обзира на интерпретације које појединачни људи могу да начине од њих.
Хајдегер
Мартин Хајдегер, у међувремену, заговарао је да је „околни свет другачији од нас, упркос томе што се ми крећемо у заједничком свету“. Свет је, за Хајдегера било то у шта смо ми већ увек бачени и са чим ми, као бића у свету, морамо да се навикнемо. Његова концепција „обелодањивања света“ је најпознатије разрађена у његовом делу из 1927. Биће и време.
Фројд
Као одговор, Зигмунд Фројд је предложио да се ми не крећемо у заједничком свету, него у заједничком мисаоном процесу. Он је веровао да су сви поступци особе мотивисани једном ствари: задовољством. То је довело до бројних теорија о реакционарској свести.
Други
Поједини филозофи, често инспирисани Дејвидом Луисом заговарају да су метафизичке концепције као што су могућност, вероватноћа и нужност најбоље анализиране поређењем света са низом могућих светова; поглед уобичајено познат као модални реализам.